# Dérbi de Munique

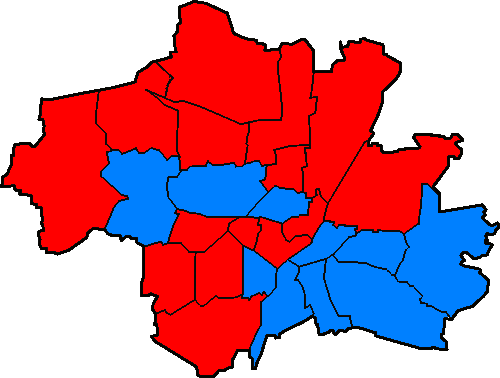
Equipe preferida por distrito de Munique de acordo com o jornal Abendzeitung. Em vermelho para o Bayern e em azul para o 1860.

O dérbi de Munique (em alemão: Münchner Stadtderby) é o nome dado aos confrontos de futebol entre o Bayern de Munique e o 1860 de Munique, ambos de Munique, na Alemanha. Apesar da disparidade entre os clubes e o desencontro de divisões fazer o clássico estar adormecido, a rivalidade entre as equipes é considerada uma das maiores do país.
O clássico e o patamar dos dois clubes foi parelho até o início da década de 1970. Na década anterior, o 1860 chegou a ser superior, sendo o primeiro time da cidade a vencer a Bundesliga, em 1966 - com dois pontos de vantagem sobre o Bayern, com uma vitória celeste no dérbi mostrando-se crucial. O Bayern depois se elevaria de patamar graças a dois jogadores que poderiam ter defendido o 1860, fator que condimenta a rivalidade: Franz Beckenbauer era torcedor do 1860, a ponto de tornar-se sócio vitalício do clube em 1998, mas na juventude teria se desencantado após ser esbofetado em partida infantil contra o clube, quando defendia uma outra equipe; um filho seu jogaria nos dois clubes. Já Gerd Müller acreditava que havia assinado contrato com os celestes, com quem havia negociado. O dirigente que o encontraria, porém, perdeu o trem e um do Bayern apareceu no lugar.
Apesar da ampla superioridade construída pelo Bayern desde a década de 1970 e pelos desencontros, que fazem os torcedores vermelhos declararem indiferença, a rixas entre as torcidas continua forte, com os celestes continuando a manter bom número de torcedores localmente.

## Presentes em ambos os clubes
Desde a implantação da Bundesliga, estiveram nos dois principais clubes de Munique os jogadores Peter Grosser (capitão do único título celeste no torneio, em 1966), Jupp Kapellmann, Ludwig Kögl, Reiner Maurer, Stefan Beckenbauer (filho de Franz Beckenbauer), Manni Schwabl, Matthias Hamann (irmão de Dietmar Hamann), Manni Bender, o austríaco Harald Cerny, o turco-alemão Berkant Göktan, Andreas Görlitz, Jens Jeremies, Antonio Di Salvo, Michael Wiesinger, Stefan Reuter (no 1860, como treinador), Oliver Kreuzer e o mais recente, o croata Ivica Olić.

## História

### Primeiros anos (1902–1933)
Embora o TSV exista desde 1860, o departamento de futebol foi fundado em 1899. Em contraste, o Bayern foi fundado por membros de um clube de ginástica de Munique. O primeiro dérbi de Munique foi disputado em setembro de 1902. Nos primeiros anos, o Bayern ganhou essencialmente os dérbis. No entanto, desde que o futebol na Alemanha foi organizado em um nível mais regional, a rivalidade não foi muito acentuada uma vez que ambas equipes jogaram com muitas outras equipes de Munique, como o FC Wacker München ou 1. Münchner FC 1896. No final deste período, os dois clubes obtiveram mais e mais sucesso. O 1860 entrou para a final do campeonato alemão de futebol em 1931 (mas perdeu para o Hertha BSC) e o Bayern venceu o Eintracht Frankfurt um ano depois. Em 1933, o 1860 chegou à final do campeonato alemão do sul.

### O período nazista (1933–1945)
Com o início da era nazista na Alemanha, ambos os clubes foram colocados na Gauliga Bayern. Neste período, o Bayern sofreu por ter vários membros judeus, que na época foram perseguidos. Em contraste, o 1860 foi menos afetado pelo partido nazi. E foi neste tempo que o Sessenta venceu seu primeiro grande título: a DFB-Pokal em 1942.

### Aumento da rivalidade (1945–1963)
Com o fim da Segunda Guerra Mundial, o futebol voltou a ser popular novamente na Alemanha. Em 1945 foi fundada a Oberliga Süd, que também incluía equipes de Hesse e Baden-Württemberg. Com isto, Bayern e 1860 se tornaram os únicos clubes de Munique na competição, o que aumentou ainda mais a rivalidade entre as equipes, já que neste período outras agremiações da cidade perderam a força, como o FC Wacker München. No entanto, os rivais não viveram muitas glórias neste tempo, com exceção do título da Copa da Alemanha de 1957 conquistado pelo FC Bayern.

### Luta pela dominação (1963–1970)
O regulamento da Federação Alemã para a primeira temporada da Bundesliga previa que apenas duas equipe por cada região deveriam ser promovidas. Devido à isso, o 1860 foi o classificado na Baviera junto ao FC Nuremberg, frustrando os rivais Bayern de disputarem a primeira edição do Campeonato Alemão, e consequentemente, tirando as chances do clube que nunca foi rebaixado de disputar todas as edições da Liga. Nesta temporada, o 1860 venceu a Copa da Alemanha pela segunda vez em sua história, seguida por uma bela campanha na Recopa Européia, onde os leões foram derrotados na final pelo West Ham United em Wembley. Na temporada 1965-1966, Munique se tornou a capital do futebol alemão: o TSV venceu seu primeiro campeonato, enquanto o Bayern conquistou a DFB-Pokal. Após isso, as coisas começaram a mudar: enquanto o 1860 ficava em segundo lugar na Bundesliga, os rivais vermelhos conquistavam a Copa da Alemanha novamente e também venciam a Recopa Européia em Nuremberg. Em 1969, o Bayern conquistou sua primeira "dobradinha" no futebol alemão, ao conquistar a Bundesliga e a Copa na mesma temporada, enquanto o Sessenta havia terminado no modesto décimo lugar. No ano seguinte, o 1860 seria rebaixado.

### Anos dourados do Bayern, O declínio do 1860 (1970–1994)
Com o rebaixamento do 1860, o Bayern, enfim, assume o posto de principal equipe de Munique. Após mudar-se para o imponente Olympiastadion, os bávaros tiveram um crescimento avassalador, conquistando três campeonatos alemães em sequência seguidos por três campanhas vitoriosas na Europa. Enquanto o FCB se consolidava entre os gigantes na Alemanha e no mundo, o 1860 se tornava um clube ioiô, tendo inclusive declarado falência e disputado apenas divisões regionais em certo período. Até 1999, o último derby vencido pelo Sessenta havia sido no ano de 1977; o Bayern levava grande vantagem inclusive em jogos amistosos.

### Retorno à Bundesliga pelo 1860 (1994–2004)
Após 13 anos longe da elite, principalmente na Bayernliga, o 1860 retornava à Bundesliga em 1994. Na temporada anterior, o Bayern conquistava o seu décimo terceiro título do campeonato alemão. Em 1999, sob o comando do folclórico Werner Lorant, o 1860 voltava a vencer o derby após 22 anos, feito que seria repetido no returno do campeonato. Mesmo com a crescente dos leões, tendo chegado inclusive a um playoffs da Champions League, o Bayern continuou dominante e conseguiu vitórias expressivas, como um 5 a 1 em 2001 e um 5 a 0 em 2003. Devido ao sucesso alemão na escolha do país sede para a Copa do Mundo de 2006, ambos os clubes toparam dividir o novo estádio que seria construído em Munique.

### Partilha de chão na Allianz Arena (desde 2005)
Um ano antes dos clubes se mudarem para a Allianz Arena, o 1860 foi rebaixado para a 2. Fußball-Bundesliga novamente. Desde então, três amistosos foram disputados, com vantagem pro 1860, incluindo uma vitória na despedida de Giovane Elber, ídolo dos bávaros. Além disso, apenas um jogo oficial foi realizado; pela DFB-Pokal em 2008, vencido pelo Bayern com um gol de Franck Ribéry, no segundo tempo da prorrogação após um pênalti polêmico. Apenas um dia antes da partida ser realizada, fãs desconhecidos do Bayern pintaram partes do Grünwalder Stadion, tradicional estádio de Munique, com as cores do clube, vermelho e branco.

### Times reservas
Os jogos dos times reservas dos dois clubes recebe o nome de Derby Amateur, o Ama-Derby, e é disputado pelas equipes sub-23 que disputam a Regionalliga Bayern, no histórico Grünwalder Stadion.
| Temporada       | Liga                                       | Times                                      | Casa | Fora |
| 1997–98         | Regionalliga Süd (III)                     | FC Bayern München II – TSV 1860 München II | 2–2  | 1–3  |
| 1998–99         | Regionalliga Süd                           | FC Bayern München II – TSV 1860 München II | 3–1  | 1–0  |
| 1999-00         | Regionalliga Süd                           | FC Bayern München II – TSV 1860 München II | 1–3  | 3–4  |
| 2000–01         | Regionalliga Süd                           | FC Bayern München II – TSV 1860 München II | 0–0  | 3–0  |
| 2004–05         | Regionalliga Süd                           | FC Bayern München II – TSV 1860 München II | 4–2  | 1–1  |
| 2005–06         | Regionalliga Süd                           | FC Bayern München II – TSV 1860 München II | 1–0  | 2–2  |
| Copa da Baviera | FC Bayern München II – TSV 1860 München II | 2–4                                        |      |      |
| 2006–07         | Regionalliga Süd                           | FC Bayern München II – TSV 1860 München II | 1–1  | 1–1  |
| 2007–08         | Regionalliga Süd                           | FC Bayern München II – TSV 1860 München II | 1–0  | 2–3  |
| 2011–12         | Regionalliga Süd (IV)                      | FC Bayern München II – TSV 1860 München II | 1–2  | 1–0  |
| 2012–13         | Regionalliga Bayern (IV)                   | FC Bayern München II – TSV 1860 München II | 0–1  | 2–0  |
| 2013–14         | Regionalliga Bayern                        | FC Bayern München II – TSV 1860 München II | 2–0  | 1–2  |
| 2014–15         | Regionalliga Bayern                        | FC Bayern München II – TSV 1860 München II | tbd  | tbd  |